# Distretto di Chojata
Il distretto di Chojata è uno degli undici distretti della provincia di General Sánchez Cerro, in Perù. Si trova nella regione di Moquegua e si estende su una superficie di 847,94 chilometri quadrati.
Istituito il 15 febbraio 1955, ha per capitale la città di Chojata.